# Arnside Tower
Arnside Tower er et senmiddelalderligt beboelsestårn mellem Arnside og Silverdale umiddelbart syd for Arnside Knott i Cumbria i England. Det blev bygget i slutningen af 1400-tallet.
Tårnet er ruin i dag og i privat eje. Det er ikke åbnet for offentligheden, men kan ses fra en sti.